# Generation 56k
Generation 56k (Originaltitel: Generazione 56k) ist eine italienische Coming-of-Age-Serie von Francesco Ebbasta aus dem Jahr 2021. Die Erstveröffentlichung fand am 1. Juli 2021 weltweit auf Netflix statt.

## Handlung
Ende der 1990er Jahre wächst auf der abgelegenen Insel Procida eine Gruppe Teenager auf. Mit einem Modem und dem nun verfügbaren Internet verändert sich ihre Welt. Jahre später treffen die Freunde durch einen Zufall erneut aufeinander und alte Gefühle werden wieder entfacht.
56k steht für die 1998 mit einem Modem verfügbare Datenübertragungsrate von 56 Kilobit je Sekunde.

## Besetzung und Synchronisation
| Rolle            | Darsteller         | Synchronsprecher     |
| ---------------- | ------------------ | -------------------- |
| Mathilde Pastore | Christina Cappelli | Sandrine Mittelstädt |
| Mathilde (1998)  | Azzurra Iacone     | Marie Thönißen       |
| Daniel Mottola   | Angelo Spagnoletti | Julian Tennstedt     |
| Daniel (1998)    | Alfredo Cerrone    | Rocco Maria Palmieri |
| Ines             | Claudia Tranchese  | Melanie Hinze        |
| Ines (1998)      | Sweva Simeone      |                      |
| Luca Battaglia   | Gianluca Fru       | Valentin Stilu       |
| Luca (1998)      | Gennaro Filippone  | Oskar Ehrhorn        |
| Sandro Farina    | Fabio Balsamo      | Gerrit Hamann        |
| Sandro (1998)    | Egidio Mercurio    | Luca Hinz            |

## Episodenliste
Alle acht Episoden wurden am 1. Juli 2021 gleichzeitig bei Netflix veröffentlicht.
| Nr. | Deutscher Titel           | Originaltitel       |
| --- | ------------------------- | ------------------- |
| 1   | Das Date                  | L’appuntamento      |
| 2   | Der Holzwurm              | Il tarlo            |
| 3   | Forschung und Entwicklung | Ricerca e sviluppo  |
| 4   | Treue                     | Fedeltà             |
| 5   | Das Geschenk              | Il regalo           |
| 6   | Nie wirklich eine Chance  | Come mai            |
| 7   | Flaschenpost              | Message in a Bottle |
| 8   | Der Aufzug                | L'ascensore         |

## Rezension
Die Website des Filmkritik-Aggregators Rotten Tomatoes ermittelte für die erste Staffel eine Zuschauerbewertung von 93 %.